# Yawa Hansen-Quao
Pour les articles homonymes, voir Quao.
Yawa Hansen-Quao, née le 15 septembre 1983 à Accra, est une entrepreneure dans le domaine social et une féministe ghanéenne.

## Biographie
Elle naît au Ghana, suit sa famille en exil, d'abord au Togo au début des années 1980, puis aux États-Unis où elle fait une partie de ses études secondaires. Lorsque sa famille revient au Ghana en 1996, elle finit ses études au lycée, puis entre dans la vie active. Tout en travaillant et grâce à des aides financières, elle peut poursuivre des études supérieures à l'université Ashesi. Elle prend des responsabilités pendant sa vie étudiante. En 2006, elle est notamment élue représentante des étudiants au conseil d'administration de l'université, et est la première présidente femme du conseil représentatif des étudiants de cette université Ashesi,. Elle obtient une licence en administration des affaires de l'université Ashesi en 2007 et un diplôme du Centre international Kofi Annan de formation au maintien de la paix,.
Elle fonde en 2009 le réseau d'entraide féminin africain « Leading Ladies Network ». Cette organisation s'emploie à soutenir les projets de carrière des femmes qui exercent des responsabilités professionnelles dans l'administration, la vie politique, la société civile ou les entreprises commerciales, et à réduire les inégalités de genre dans l'accès aux postes de dirigeants,. Elle est bien connue également comme conférencière sur ce thème, notamment en conférence TED.
Elle est membre du board of directors de l'université Ashesi depuis 2014.